# Volume Morto
Volume Morto é um filme brasileiro de 2020, do gênero suspense, dirigido e escrito por Kauê Telloli. Conta a história de uma professora de inglês (Fernanda Vasconcellos) que convoca a mãe (Júlia Rabello) e o pai (Daniel Infantini) para descobrir o motivo do filho deles permanecer mudo durante a aula.

## Sinopse
Thamara é uma professora de inglês que recebe os pais de um de seus alunos na escola para uma reunião sobre o filho para discutir o porquê ele fica mudo durante toda sua aula. Durante a conversa, os pais do menino travam uma disputa para ver quem tem mais poder.

## Elenco
- Fernanda Vasconcellos como Thamara
- Júlia Rabello como Luíza
- Daniel Infantini como Roberto
- Fernanda Viacava como Regina